# Tritrivameer
Het Tritrivameer is een meer in Madagaskar gelegen op een paar kilometer afstand van de stad Antsirabe, in de regio Vakinankaratra. Het meer is van vulkanische oorsprong en het bezet de top van de berg Tritriva. Het heeft een maximale diepte van 160 meter. Het water is ondoorzichtig groen wat een vreemde indruk geeft.

## Mythe
Volgens een mythe hadden Rabeniomby en Ravolahanta, een liefdeskoppel, zelfmoord gepleegd omdat ze veel van elkaar hielden, maar hun ouders de liefde niet aanvaarden. Ze besloten om te verdrinken, om voor eeuwig verbonden blijven in dit meer. Een rots bij het meer stelt twee armen voor die elkaar vasthouden.
Bij een belangrijke gebeurtenis kan het meer rood worden gemaakt voor bezoekers. Er gaat een mythe rond dat het niet toegestaan is om te zwemmen als men daarvoor varkensvlees heeft gegeten, omdat de naam "heilig en mysterieus" betekent. Er wordt gezegd dat Chinezen geprobeerd hebben om deze mythe uit te dagen, maar zij verdronken.

## Zie ook

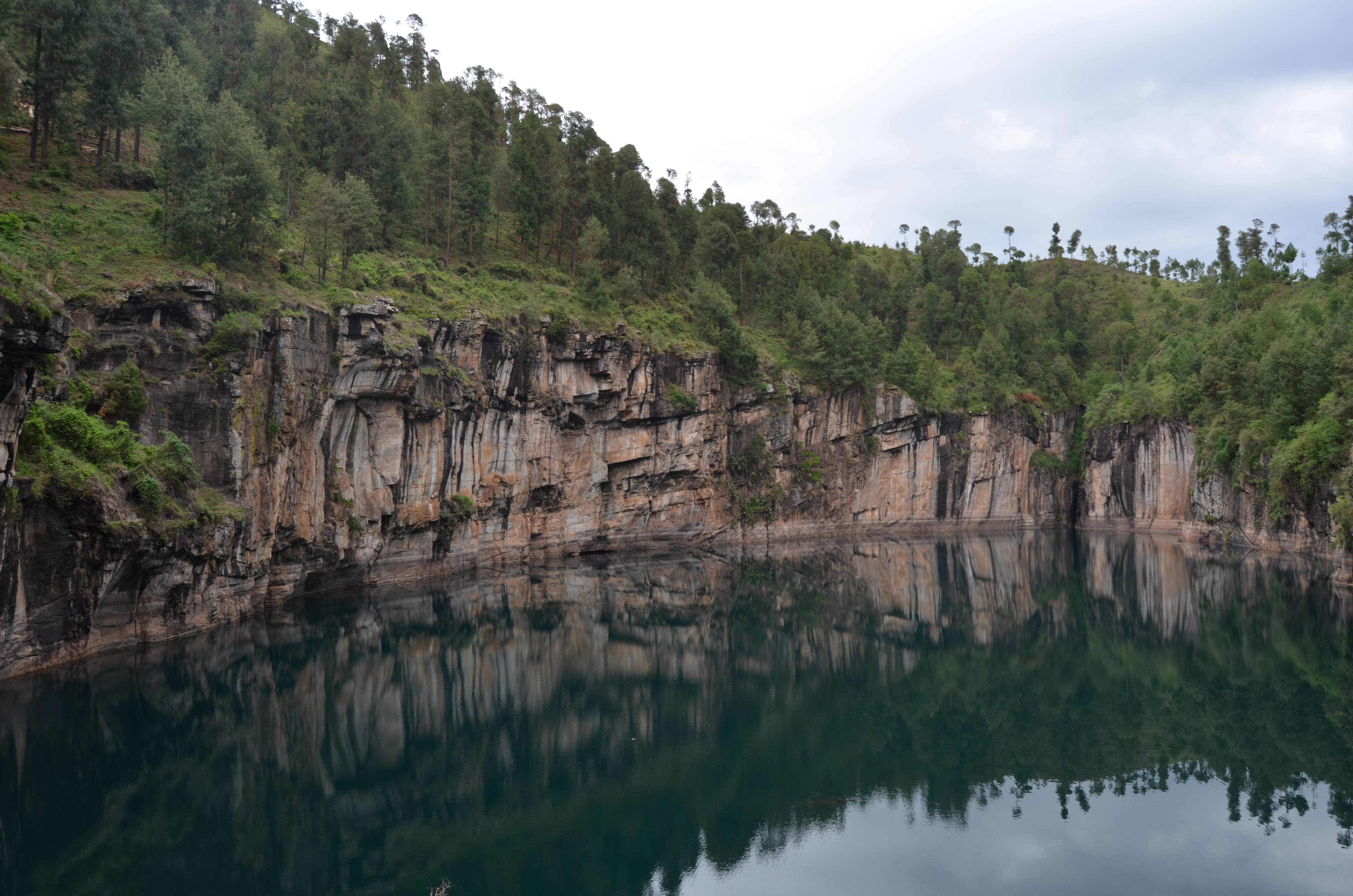